# Piaggio P.136
Il Piaggio P 136 è un aereo anfibio prodotto dall'azienda italiana Piaggio negli anni cinquanta. Primo aereo ad essere costruito a Genova dalla "Rinaldo Piaggio" nel secondo dopoguerra è stato impiegato dalla Aeronautica Militare per pattugliamento e soccorso. Venne commercializzato nel mercato privato statunitense con il nome di Royal Gull (Gabbiano reale in inglese) riscuotendo un discreto successo.

## Storia

### Sviluppo
Il P 136 nasceva dalla penna di diversi ingegneri della Piaggio, Alberto Faraboschi, Salvatore Bruno Mori e Giovanni Casiraghi, e puntava sulla sua versatilità di utilizzo per imporsi nel difficile mercato del dopoguerra. 
Era un monoplano con ala alta a gabbiano con i motori sistemati alla sommità dei tronchi alari interni. Questi azionavano eliche spingenti, una soluzione poco diffusa, ma che dal P 136 rappresenterà la caratteristica dei bimotori Piaggio che seguiranno, il P166 e il P180 Avanti.
L'altezza serviva a garantire che i motori e le eliche fossero nettamente al disopra del livello dell'acqua anche a pieno carico, mentre il posizionamento dei motori serviva a ridurre il rumore all'interno della cabina. La fusoliera era a scafo a doppio gradino e l'aereo presentava un carrello triciclo posteriore completamente retrattile. Le ruote anteriore si retraevano ai lati dello scafo, mentre il ruotino di coda nella parte finale dello scafo. Presentava una coppia di galleggianti stabilizzatori alari di tipo fisso.
Il prototipo volò per la prima volta il 29 agosto 1948, con motori Franklin B9F da 215 CV ciascuno. Nel 1949 l'Aeronautica Militare Italiana ne acquistò un esemplare per scopi di valutazione e l'anno successivo ne ordinò un lotto di 14 esemplari.
La versione americana, che venne commercializzata dalla Tracker Aircraft Corporation, denominata Royal Gull fu esportata in 40 esemplari: negli Stati Uniti e in Canada. Considerando il fatto che l'aereo fu prodotto in soli 65 esemplari, il risultato ottenuto oltre oceano fu notevole. 
Piaggio utilizzò l'esperienza del P136 per il successivo sviluppo del Piaggio P.166 di cui un gruppo di ingegneri cominciò il progetto, verso la fine del 1955.

### Impiego operativo

#### Militare
In Italia venne adottato dall'Aeronautica Militare che inizia ad equipaggiare l'allora 84º Gruppo Soccorso Aereo, basato a Vigna di Valle, sul Lago di Bracciano, dal 1951, con compiti di ricerca e salvataggio prevalentemente in ambito addestrativo.

## Esemplari attualmente esistenti
Diversi P 136 volano ancora in America settentrionale ed un P 136 dell'AM è esposto al Museo storico dell'Aeronautica Militare di Vigna di Valle nel comune di Bracciano.
L'esemplare ex AM (P.136L M.M.80082 n/c 212) successivamente immatricolato I-SASO e poi I-FRLV è conservato dal GAVS Torino in attesa di restauro.
L'esemplare ex A.M. Piaggio p136f M.M.80004 successivamente immatricolato I-TEMA si trova ad Anzola Emilia (BO) parcheggiato all'aperto presso un privato. Condizioni: da restaurare
Ecco un link
http://www.eurodemobbed.org.uk/locations.php?location=9482

## Varianti
- P 136L: Versione di serie con più potenti motori Avco-Lycoming GO-435C2 da 264 CV.
- P 136L-1: Designazione AMI per i propri velivoli equipaggiati con Avco-Lycoming GO-480 da 270 hp (201 kW) al decollo[3] con riduttore.
- P 136L-2: Versione con Avco-Lycoming GSO-480 da 340 hp[3] (253,5 kW) con compressore.

## Utilizzatori

### Militari
Italia
- Aeronautica Militare
  - 84º Gruppo Soccorso Aereo